# Hyundai Sonata

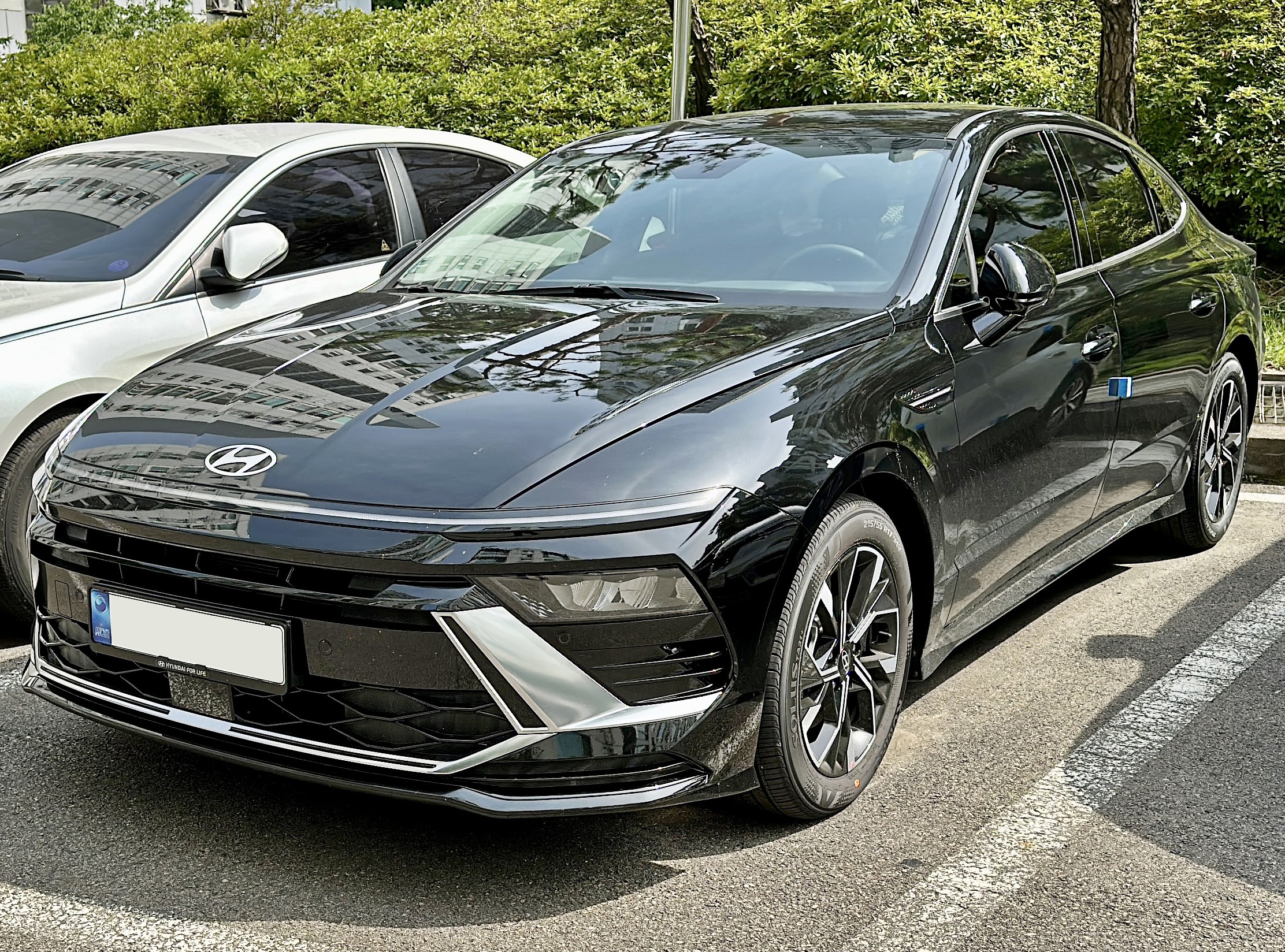
Hyundai Sonata

Hyundai Sonata är en större sedanmodell i den lägre priskategorin, som i sin första version presenterades 1988. Till Sverige kom den 1991, i samband med den allmänna lanseringen av märket Hyundai. Modellen ersatte den bakhjulsdrivna Stellar och i båda fall stod Giorgetto Giugiaro för designen. Sonata tillverkades både i Kanada och i Sydkorea. Tekniken härstammade till stora delar från Mitsubishi Galant
Generation två kom 1994 och fick i och med detta en betydligt rundare design, som senare gav inspiration till den mindre Accentmodellen. 1995 genomgick Sonata 2 en större ansiktslyftning med nya lykt- och strålkastararrangemang och ersattes 1997 av en till Sonata, som bara tillverkades fram till 1998. Detta år kom en helt ny modell med klara drag av exempelvis Jaguar S-type, utseendemässigt. Hyundai valde dock att fortsätta sin linje med låga priser och trots design och en diger standardutrustning profilerades modellen inte som en lyxbil. 
År 2002 fick denna modell en ansiktslyftning, för att slutligen ersättas 2005 av den fjärde generationen. Denna fick en betydligt stramare utformning och delar bottenplatta med koncernkollegan Kias Magentismodell. Motorerna som erbjuds är på mellan 2,0 och 3,3 liters cylindervolym, med antingen 4 eller 6 cylindrar. Sonatas kvalitet har successivt förbättrats genom åren och priserna är fortsatt långt under motsvarande modeller från de europeiska tillverkarna, men i Europa har modellen ändå aldrig blivit någon riktig försäljningsframgång. Den största marknaden för modellen är dock Nordamerika, där Sonata vunnit många priser.
- Wikimedia Commons har media som rör Hyundai Sonata.